# Ceylondjungelhöna
Ceylondjungelhöna (Gallus lafayettii) är en hönsfågel i familjen fasanfåglar som enbart förekommer i Sri Lanka.

## Utseende
Ceylondjungelhöna är en hönsfågel som liksom andra djungelhönsen ser ut som en tamhöna, med kam, flikar under näbben och en buskig stjärt hos hanen. Hanen har orangeröd undersida, en gul fläck på kammen, förlängda orange fjädrar som täcker hela manteln och purpursvarta vingar och stjärt. Olikt andra djungelhöns saknar den en särskild eklipsdräkt. Honan är brun med vita streck på bröstet och svartvit teckning på buken. Storleksskillnaden mellan könen är mycket stor, med kroppslängden 66–72,5 cm för hanen och endast 35 cm för honan.

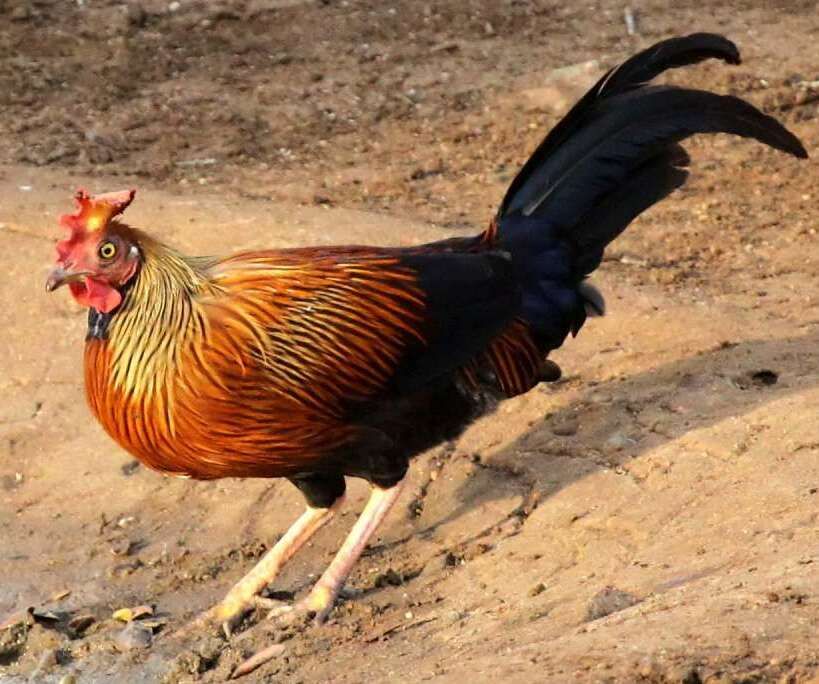
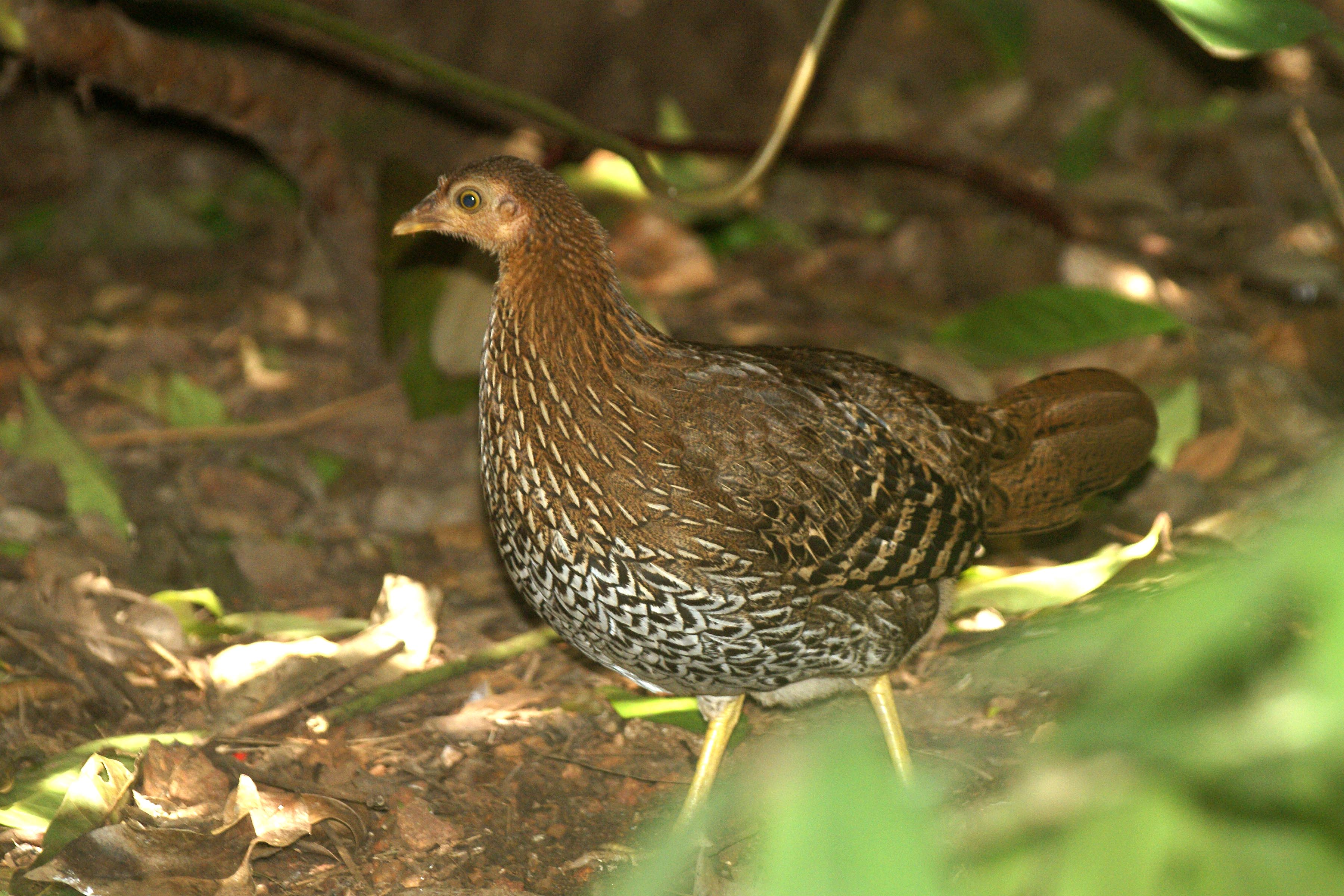
Höna.

## Utbredning och systematik
Ceylondjungelhönan är endemisk för ön Sri Lanka där den förekommer relativt allmänt i skogar och buskage. Den behandlas som monotypisk, det vill säga att den inte delas in i några underarter.

## Status och hot
Arten har ett rätt litet utbredningsområde men det finns inga tecken på vare sig några substantiella hot eller att populationen minskar. Utifrån dessa kriterier kategoriserar IUCN arten som livskraftig (LC).

## Namn
Fågelns vetenskapliga artnamn hedrar Marie Joseph Paul Yves Roch Gilbert Motier Marquis de Lafayette (1757-1834), general i franska armén och reformist.